# Lórév
Lórév (szerbül: Ловра) község Pest vármegyében, a Ráckevei járásban.
Lakóinak többsége szerb anyanyelvű, ezzel a település egyedülálló az egész országban – igaz, nagy többségük egyúttal magyarnak is vallja magát.

## Fekvése
A Csepel-sziget déli részén fekszik, közel a Duna főágához. A szomszéd települések: észak felől Ráckeve, kelet felől Szigetbecse, dél felől Makád, nyugat felől pedig a folyó jobb partján fekvő Adony.

### Megközelítése
Közúton Ráckevén keresztül érhető el, az 5101-es útról a város központjában letérve az 51 112-es útra, majd arról nyugatnak lekanyarodva, az 51 113-as úton.
Adony felől kompjárattal is megközelíthető, a kompkikötőt és a települést az 51 307-es számú mellékút köti össze.
Vasútvonal nem érinti, a legközelebbi vasúti csatlakozási lehetőséget a ráckevei HÉV végállomása kínálja, mintegy 9 kilométerre északra. Ezen kívül légvonalban közel van hozzá a Pusztaszabolcs–Dunaújváros–Paks-vasútvonal adonyi állomása nyugati irányban, habár ez csak a komppal érhető el.

## Története
A Duna 2003-as alacsony vízállásakor, a falu határában lévő zátonyoknál folyamkotrás közben egy 1-3. század közötti római hajó roncsára bukkantak. A falu határában feltárt falmaradvány valószínűleg egy római őrtorony része, amely a Duna vonalán húzódó limeshez tartozott. A hely dunai átkelőként mindvégig szerepet játszott az itt élt népek életében.
A honfoglaló magyarság fejedelmi szálláshelyeként e vidéken őrzött nagy állatállományra utal Lórév (Lóré) neve, hisz a ménesek átszállítása a Duna túlsó partjára a kedvező átkelési viszonyok miatt itt történt. A falu említése először IV. Béla uralkodása idejéből – 1259-ből – ismert, Portus equorum elnevezéssel. IV. László király 1276-ban Loureu néven keltezte az általa itt kiadott oklevelet.

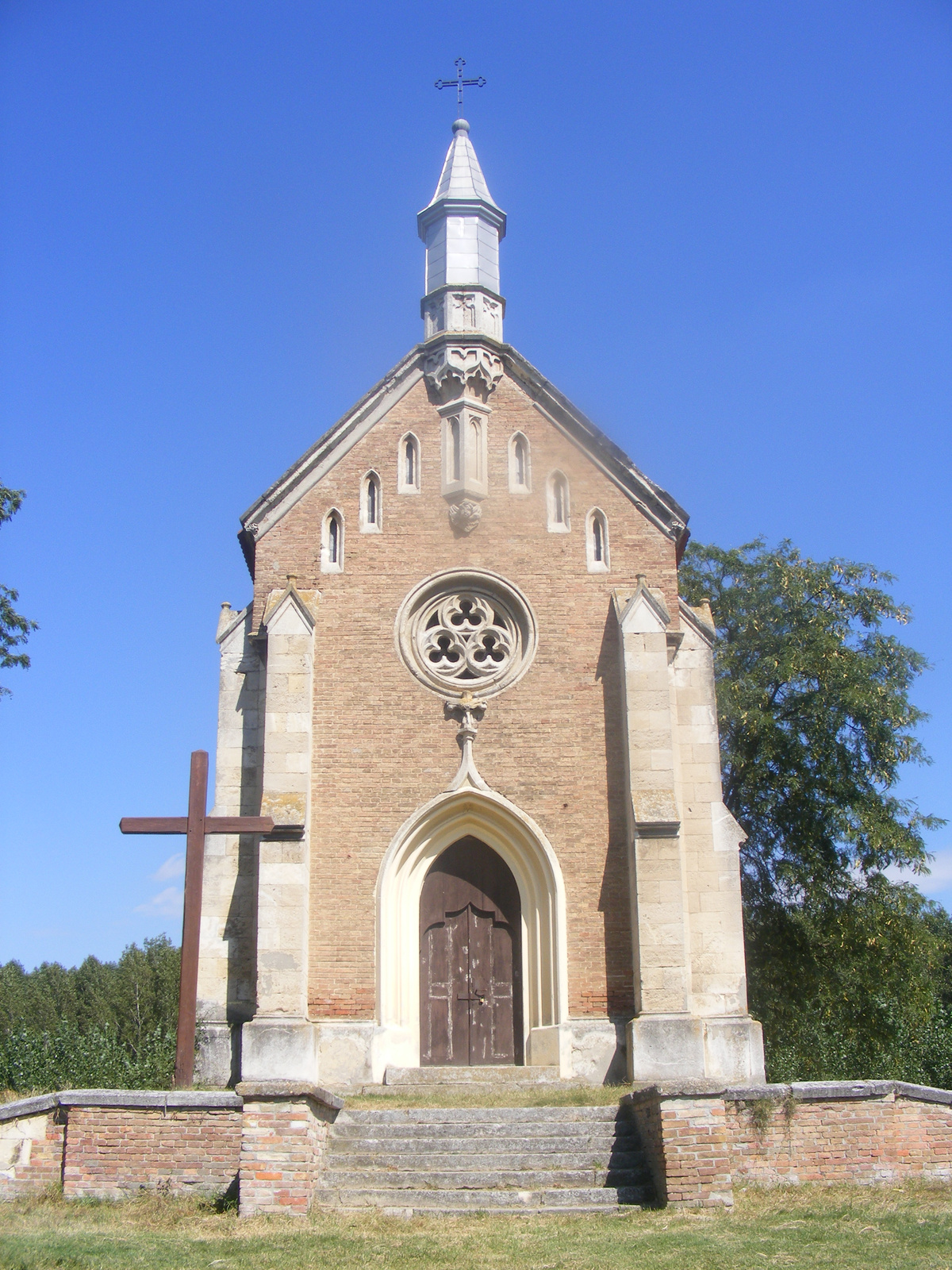
A Zichy-emlékkápolna

A török hódoltság előtti időben folyamatosan lakott hely volt, erre utal az 1332–1337. évi pápai tizedjegyzék. I. Ulászló király a pestis elől Lórév környéki királyi nyaralójában keresett menedéket. Valószínűsíthető, hogy az 1440 körül Ráckevére menekült szerbek egy csoportja Lóréven telepedett meg. Buda elfoglalása után a török kialakította a szultáni birtokok rendszerét. A budai szandzsákon belül a kovini náhijéhez tartozó Lóréven 1546–1590 között 30-40 család élt. A 17. században a török visszaszorítására megkezdett háború után az elhagyott, a 15. századtól a szerbek által lakott portákra a török elől menekülő szerb anyanyelvű lakosok érkeztek. Lórév új telepesei vallásuk gyakorlása érdekében saját erőből templomot építettek, amelyhez felhasználták a középkori templom falmaradványait is.

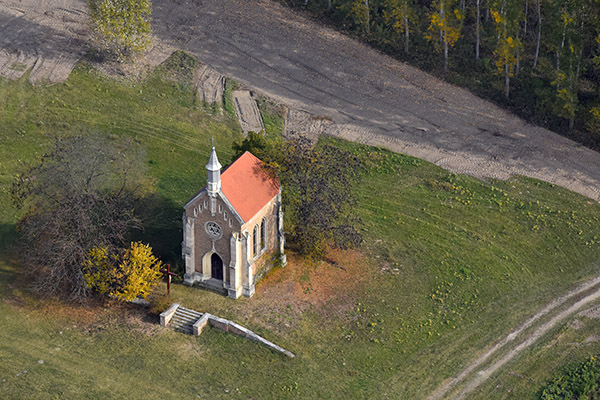
Lórév, Zichy-kápolna – légi fotó

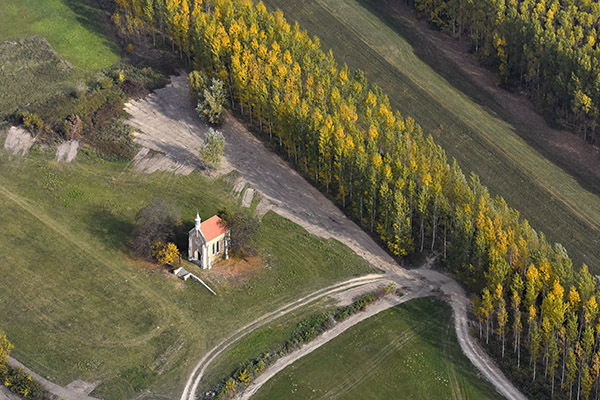
A Zichy-kápolna légi felvételen, Lórév

A Rákóczi-szabadságharc idején a vármegyei közigazgatás emberei részéről többször eljutott ide is az adókivetésről, katonaállítás szükségességéről szóló hír. A török utáni időszak átfogó, 1728. évi összeírásában Lórév határáról feljegyezték, hogy földje közepesen termékeny, homokos, illetve „fekete és kemény”. Mária Terézia 1767-ben elrendelte a korábbi urbáriumok felülvizsgálatát, majd a felmérések után meghatározták, hogy milyen nagyságú egy egész jobbágytelek, milyen kötelezettségeik vannak az ott élőknek. Lórév lakói közül az urbáriumuk szerint egész telken 17 család gazdálkodott, 16/22 nagyságú telken 16 háztartáshoz tartozó személy élt, és két házas zsellért írtak össze a faluban.
1778-tól kezdődően az itt élő népességről fennmaradtak az egyházi anyakönyvi bejegyzések, amelyek demográfiai vizsgálata érdekes eredményeket hozhat. A lakosság szerb túlsúlya a 19. században is megmaradt. A falu lakóinak zárt közössége lehetővé tette szokásaik megtartását. Az épületek elrendezése ebben az időben halmazos szerkezetű volt, amit a szinte a falu egészét érintő, 1893. augusztus 29-én bekövetkezett, hatalmas tűzvész változtatott meg. Ezt követően a házak és utcák rendjét szabályozták, és ma is jellemző a három párhuzamos utcás településkép. 1848. szeptember 25-én Batthyány Lajos miniszterelnök kinevezte Görgei Artúrt a Csepel-sziget teljhatalmú parancsnokává, aki a reá bízott seregnek Szigetújfalunál és az Adonnyal szemben lévő Lóréven jelölte ki a táborhelyét.

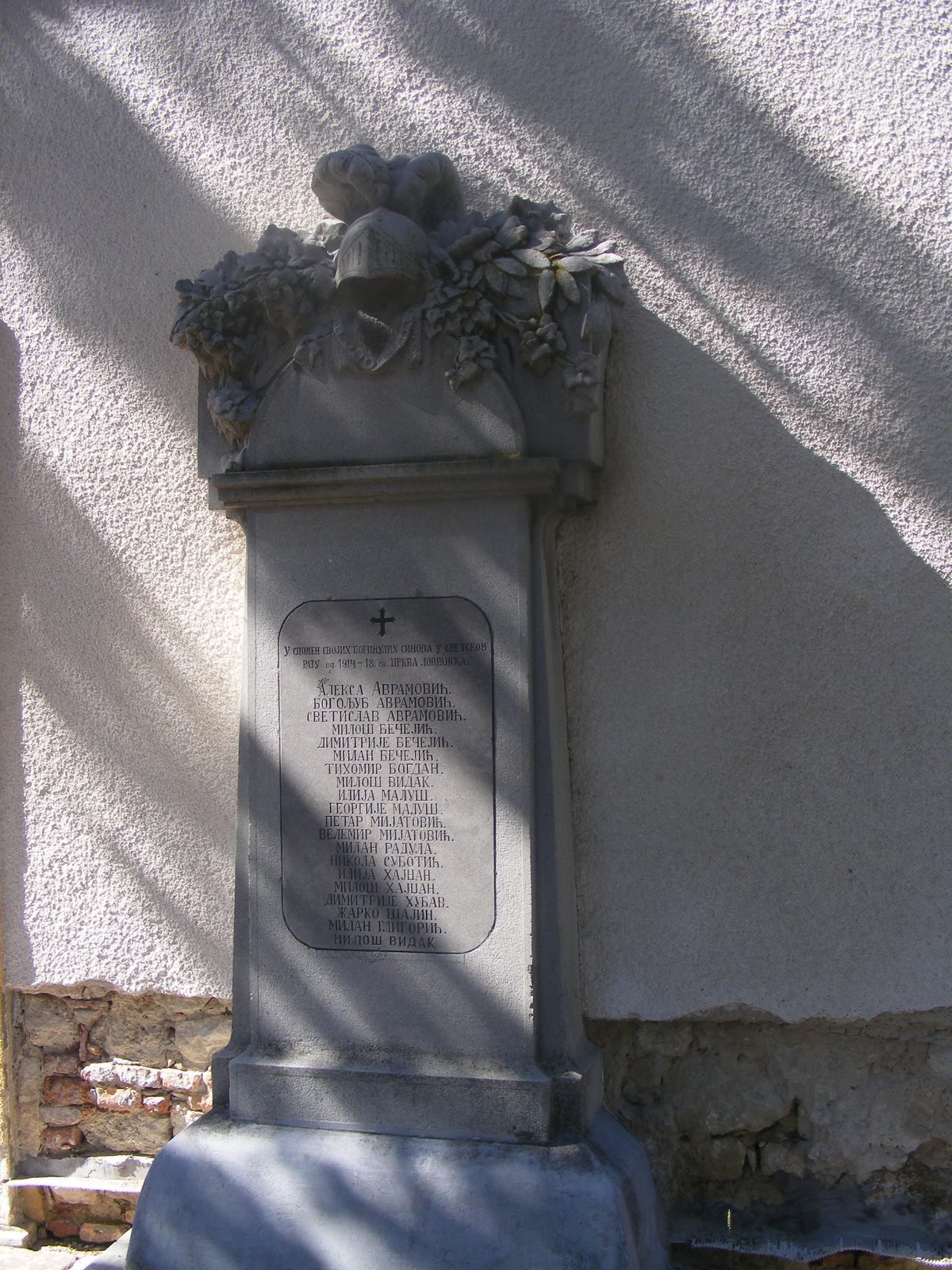
Az első világháború helyi szerb nemzetiségű áldozatainak emlékoszlopa (szerb nyelven)

A magyar katonai vezetés azzal számolt, hogy Jelasics a Dunántúlról átkelve, a Pesti-síkság felől is be akarja keríteni a fővárost. E terv megakadályozása közben elfogták az udvarhű Zichy Ödön grófot, akit 1848. szeptember 30-án az esti órákban felakasztottak a lórévi Duna-parton, a Görgei által vezetett rögtönítélő bíróság ítélethozatala után. A szabadságharc bukását követően, a Bach-korszak lezárultával, a vármegyei közigazgatás az 1860-as évektől ismét ellátta korábbi feladatait. A gazdasági változások sora az épülő Budapest révén a sziget településeit sem hagyta érintetlenül. A vidék lakói közül többen szegődtek szolgálatra a fővárosba, a férfiak budapesti építkezéseknél vállaltak munkát. A megélhetéshez erre szükség volt, hisz' az elaprózódott földterületek – bár tagosításuk 1862-ben megtörtént –, már nem biztosítottak az itt élőknek elegendő megélhetési forrást.
Az 1890-es években épített HÉV, amelynek végállomása az eredeti tervvel ellentétben Ráckeve lett, nem tudta mindennapi kapcsolatba hozni a falut a gyáriparral rendelkező településekkel. E hátrány részben fenntartotta a századfordulós szokásokat, kedvezett a hagyományok továbbélésének. A közigazgatási feladatok ellátására a faluban hivatal létesült, az állami oktatás helyének biztosítására 1930-ban építettek iskolát. A település – lélekszámából adódóan – az ellátás terén sok szállal (posta, orvos, gyógyszertár stb.) kapcsolódott Ráckevéhez, a járási székhelyhez.
A 20. századi világégések közül a második világháború hadi eseményei, amelyek már komolyan sújtották a polgári lakosságot is, a lóréviek számára 1944. november 22-én befejeződtek, mert a közvetlen harcok már nem érintették a falut. A háborút követő évtizedekben a községek önállósodásával néhány évtizedre kialakultak a helyi intézmények, de a közigazgatási és gazdasági változások 1979-től újból Ráckevéhez csatolták a települést.

## Közélete

### Polgármesterei
- 1990–1994: Alexov Lyubomir (független)[4]
- 1994–1998: Alexov Lyubomir (független)[5]
- 1998–2002: Alexov Lyubomir (független)[6]
- 2002–2006: Alexov Lyubomir (független)[7]
- 2006–2010: Alexov Lyubomir (független)[8]
- 2010–2014: Alexov Lyubomir (független)[9]
- 2014–2019: Bogdán György (független)[10]
- 2019–2024: Bogdán György (független)[11]
- 2024– : Bogdán György (független)[1]

## Népesség
A település népességének változása:
| Lakosok száma | 292  | 287  | 292  | 296  | 292  | 324  | 303  |
|               | 2013 | 2014 | 2018 | 2021 | 2022 | 2023 | 2024 |

A 2011-es népszámlálás során a lakosok 93,8%-a magyarnak, 5,9% bolgárnak, 1,8% cigánynak, 0,4% görögnek, 1,1% horvátnak, 0,7% németnek, 62,3% szerbnek mondta magát (1,8% nem nyilatkozott; a kettős identitások miatt a végösszeg nagyobb lehet 100%-nál). A vallási megoszlás a következő volt: római katolikus 22,3%, református 7,3%, evangélikus 0,7%, görögkatolikus 0,4%, egyéb felekezet (elsősorban ortodox) 51,6%, felekezeten kívüli 6,2% (11,4% nem nyilatkozott).
2022-ben a lakosság 83,2%-a vallotta magát magyarnak, 45,2% szerbnek, 2,4% bolgárnak, 1% cigánynak, 0,7% horvátnak, 0,3% szlovénnek, 1,4% egyéb, nem hazai nemzetiségűnek (12,7% nem nyilatkozott; a kettős identitások miatt a végösszeg nagyobb lehet 100%-nál). Vallásuk szerint 37% volt ortodox, 12,7% római katolikus, 9,6% református, 0,3% görög katolikus, 5,8% felekezeten kívüli (34,6% nem válaszolt).

## Nevezetességei
- A község nyugati határában található 194 hektárnyi részt az önkormányzat helyi természetvédelmi területté nyilvánította. Az egyre inkább visszaszoruló ősi növénytársulások közül gyakori itt a csillagvirág vagy a nyári tőzike. Az ártéri erdő legnagyobb botanikus értéke a fekete galagonya, amelynek biztos Csepel-szigeti termőhelye Lórév határában lelhető fel. A növénytani értékek mellett fajgazdag állatvilág jellemzi. Sok a védett kétéltű- és hüllőfaj, gyakran megfigyelhető itt a nagy kócsag, a szürke gém és a fehér gólya. Az ártéri erdőben több mint 30 védett madárfaj talál fészkelésre alkalmas helyet (például a búbos banka, a kerti rozsdafarkú). Jellegzetes ragadozó madara az egerészölyv és a vörös vércse. A természetvédelmi terület tájképi értékei is jelentősek.